# HD 33564 b
HD 33564 b es un planeta extrasolar situado aproximadamente a 68 años luz en la constelación de Camelopardalis. Este planeta orbita la estrella. HD 33564. Se trata de un gigante gaseoso extremadamente masivo y denso que orbita la zona habitable de la estrella, lo que significa que este gigante podría albergar nubes de agua como las de la Tierra. Debido a su elevada masa su fuerza de atracción gravitiational es probable que sea muy alta, en torno a 30 veces la de la Tierra. Si este tuviera algún satélite, podría proporcionar el ambiente habitable capaz de albergar agua líquida y posiblemente vida. Sin embargo el planeta tiene una órbita muy excéntrica [34%], y la distancia oscila entre los de 0,737 UA en el periastro a 1,497 UA en el apoastro, completando su periodo orbital en 388 días.